# Ouélékéi
Ouélékéi est une localité du District des Zanzan au nord-est de la Côte d'Ivoire, appartenant à la région du Gontougo. Cette localité est administrativement rattachée au département de Bondoukou. Sa population est estimée à environ 1 779 habitants. Ouélékéi, village situé à environ 4 kilomètres de la ville de Bondoukou.